# Zierikzee (vascello)
Lo Zierikzee era un vascello di linea da 68 cannoni, successivamente declassato a fregata pesante da 64 cannoni, in servizio nella marina olandese tra il 1733 e il 1782. La nave andò persa per naufragio il 2 novembre 1782 con la perdita di 103 membri dell'equipaggio.

## Storia
Realizzato per contro dell'Ammiragliato della Zelanda il vascello Zierikzee fu costruito da Hendrik Raas a Vlissingen nel 1733.
Al comando del kapitein ter zee Jan Scheuder Harringmaan, nel 1782 prestò servizio come  fregata in una squadra navale, al comando del contrammiraglio Jan Hendrik van Kinsbergen, composta dai vascelli Utrecht, Admiraal Kortenaer, De Unie,  Admiraal de Ruyter. Mentre la squadra navale era in navigazione nel Mare del Nord, diretta ad incontrare un convoglio di 9 navi mercantili provenienti dallo stretto di Oresund, durante una forte tempesta il vascello De Unie si capovolse ed affondò con la perdita di tutto l'equipaggio. Il resto della formazione navale raggiunse successivamente le navi mercantili, ma il 2 novembre 1782 la formazione fu investita da una tempesta. La fregata  Zierikzee si arenò a nord di Tversted, Danimarca, tra la prima e la seconda barriera corallina, e successivamente affondò nonostante l'equipaggio avesse invano cercato aiuto sparando con un cannone per attirare l'attenzione. Nell'affondamento perirono 103 membri dell'equipaggio, mentre altri 342 vennero tratti in salvo. Inoltre, una delle navi mercantili del convoglio, una goletta inglese catturata nel Kattegat mentre navigava verso Danzica, si arenò a ½ miglio a ovest della battigia di Asdal, con la morte di tutti gli 11 presenti a bordo.  Il resto del convoglio, al comando del kapitein Willem van der Beets, che alzava la sua insegna sulla fregata Pallas, arrivò successivamente a Texel.
Quando gli abitanti della costa scoprirono il naufragio cercarono di soccorrere i naufraghi in ogni modo. Tra i 103 dispersi vi era un cadetto di 17 anni, figlio del generale Reischvech, il cui corpo arrivò a terra e fu sepolto nella Chiesa di Tversted. Un altro cadetto inizialmente sopravvissuto, figlio di un prete, si spense a Hjørring durante il viaggio da Tversted ad Aalborg.  Il relitto della fregata fu fatto a pezzi dalle onde in pochi giorni. Molte delle salme recuperate vennero, presumibilmente, sepolte a Tversted e nella Chiesa di Råbjerg.
Il relitto della nave, raggiungibile già dalla spiaggia,  giace a circa 2 metri di profondità, ed e possibile incontrare uno dei cannoni a 40 cm sotto la superficie. La nave venne identificata sulla base di alcune bottiglie, piatti e una moneta del 1761.

### Annotazioni
1. ↑  Il pastore della chiesa di Tversted, Søren Cortsen, ricevette come ringraziamento dall'Ammiragliato dei Paesi Bassi una caffettiera d'argento

### Fonti
1. 1 2  Treedecks.
2. 1 2 3 4 5 6 7 8 9 10  Wrecksite.
3. ↑  Aviatsea.
4. 1 2  Stuart 1826, p. 490.
5. ↑  Geysbeek, Gerrits 1829, p. 257.
6. ↑  Willem V 1783, p. 43.